# Puebla de la Sierra
Puebla de la Sierra település Spanyolországban, Madrid tartományban. Puebla de la Sierra Valdepeñas de la Sierra, Tortuero, El Cardoso de la Sierra, Campillo de Ranas, El Atazar, Robledillo de la Jara, Berzosa del Lozoya, Puentes Viejas, Prádena del Rincón és La Hiruela községekkel határos. Lakosainak száma 93 fő (2024).

## Népesség
A település népessége az utóbbi években az alábbiak szerint változott:
| Lakosok száma | 96   | 104  | 109  | 110  | 99   | 83   | 61   | 65   | 84   | 93   |
|               | 2001 | 2004 | 2007 | 2009 | 2012 | 2014 | 2017 | 2019 | 2022 | 2024 |